# Parque nacional de Risnjak
El parque nacional Risnjak (en croata, Nacionalni park Risnjak) es un parque nacional en Croacia. Se encuentra en Gorski kotar, la zona más montañosa y cubierta de bosques del país, alrededor de 15 km tierra adentro desde el mar Adriático. El parque abarca una extensión de 63,5 km² incluyendo la parte central de Risnjak y el macizo de Snježnik y la zona de la fuente del río Kupa. La administración y el centro de visitantes del parque se encuentran en Crni Lug, una ciudad en el borde oriental del parque.
El nombre del macizo probablemente viene de la palabra croata del lince, ris. Otra interpretación sugiere que viene de la palabra local risje, que es un nombre de un tipo de hierba.
La primera visita científica documentada se hizo en 1825 por el botánico de Budapest Joseph Standler. Muchos otros botánicos acudieron posteriormente. El más destacado explorador del siglo XIX de Risnjak fue el botánico Josip Schlosser quien escribió numerosas publicaciones alrededor de Risnjak y su flora. La primera visita organizada de montañismo fue realizada por el club alpino de Rijeka, y el primer refugio de montaña en el área se construyó en 1932.
En 1949 el botánico Ivo Horvat sugirió por primera vez que la zona debía protegerse alrededor de Risnjak. Por consejo suyo, el Parlamento de la que entonces era República Socialista de Croacia declaró 36,00 km² alrededor de Risnjak como parque nacional. En 1956 la zona del parque se redujo a 30,14 km², de los cuales 21,06 km² fueron puestas bajo una protección más estricta. Finalmente, en 1997, el parlamento croata votó ampliar el parque hasta su tamaño actual. Las zonas de Snježnik y fuentes del Kupa fueron añadidas al parque pero también por primera vez las áreas habitadas de los pueblos de Razloge, Razloški okrug y Krašćevica.

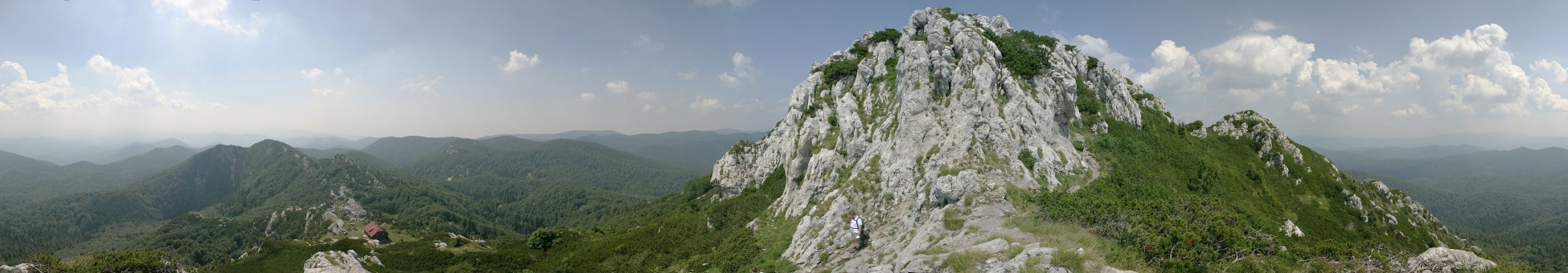
Panorama del parque nacional Risnjak National.